# 黄清渠
黄清渠（1929年—1989年），男，福建龙岩人，中华人民共和国政治人物，曾任中国致公党中央委员会副主席，广东省人民政府副省长。